# Canadian Football League
La Canadian Football League (CFL) (Liga Canadiense de Fútbol) es la liga profesional de fútbol canadiense. Este deporte, similar al fútbol americano, es el segundo en popularidad de Canadá después del hockey sobre hielo con su liga profesional, la NHL, que la juega en conjunto con Estados Unidos.

## Historia
Está compuesta de nueve equipos localizados en diferentes ciudades, divididos en las divisiones Este y Oeste. La temporada regular es entre junio y octubre, durante el verano y otoño; cada equipo juega dieciocho partidos y tiene dos semanas de descanso. Después de la temporada regular seis de los nueve equipos juegan durante tres semanas los play-offs, que finalizan con el título de la Grey Cup.
A pesar de que la liga se juega únicamente en Canadá, más de la mitad de los jugadores del roster de cada equipo son estadounidenses que han jugado fútbol americano, incluso algunos tuvieron su paso en la NFL. Entre 1993 y 1995 la CFL intentó su expansión a Estados Unidos. El único equipo estadounidense que ganó la Grey Cup fue Baltimore Stallions.
En 2019, la CFL firmó un acuerdo con el canal MVS TV de México para transmitir la temporada 2019 de la liga en este país, incluyendo un juego por televisión a la semana, basándose en el éxito de la transmisión de la Grey Cup en el país azteca el año anterior. Días antes de esa transmisión, la CFL y la Liga de Fútbol Americano Profesional de México (LFA) firmaron una carta de intención para realizar pruebas a jugadores de la liga mexicana con un draft de tres rondas, seleccionando 27 prospectos mexicanos para los equipos canadienses. Este acuerdo incluye jugar partidos de fútbol canadiense en México, llevando encuentros de la CFL a este país.
La CFL busca expandirse a un total de 10 equipos en igual número de ciudades en Canadá, previo cumplimiento de requisitos en infraestructura y apoyo económico. Dos ciudades han mostrado interés para tener ese décimo equipo (Quebec y Moncton); sin embargo, ninguna tiene un estadio con la capacidad mínima requerida de espectadores por la CFL para un partido de fútbol profesional (20.000 asientos permanentes).

## Equipos
| División Este            |                                                                    |                               |
| Equipo                   | Estadio                                                            | Ciudad/Estado o Área          |
| Hamilton Tiger-Cats      | Tim Hortons Field                                                  | Hamilton, Ontario             |
| Montreal Alouettes       | Molson Stadium (Temporada regular) Estadio Olímpico (Postemporada) | Montreal, Quebec              |
| Toronto Argonauts        | BMO Field                                                          | Toronto, Ontario              |
| Ottawa RedBlacks         | Estadio TD Place                                                   | Ottawa, Ontario               |
| División Oeste           |                                                                    |                               |
| Equipo                   | Estadio                                                            | Ciudad/Estado o Área          |
| BC Lions                 | Estadio BC Place                                                   | Vancouver, Columbia Británica |
| Calgary Stampeders       | McMahon Stadium                                                    | Calgary, Alberta              |
| Edmonton Elks            | Estadio Commonwealth                                               | Edmonton, Alberta             |
| Saskatchewan Roughriders | Estadio Mosaic                                                     | Regina, Saskatchewan          |
| Winnipeg Blue Bombers    | Investors Group Field                                              | Winnipeg, Manitoba            |

## Palmarés
- El campeón de la Canadian Football League se determina en la Grey Cup.
| Campeones de la CFL                 |                   |         | |
| Franquicia                          | Ciudad            | Títulos | Años campeón |
| Toronto Argonauts                   | Toronto           | 19      | 1914, 1921, 1933, 1937, 1938, 1945, 1946, 1947, 1950, 1952, 1983, 1991, 1996, 1997, 2004, 2012, 2017, 2022, 2024 |
| Edmonton Elks                       | Edmonton          | 14      | 1954, 1955, 1956, 1975, 1978, 1979, 1980, 1981, 1982, 1987, 1993, 2003, 2005, 2015                               |
| Winnipeg Blue Bombers               | Winnipeg          | 12      | 1935, 1939, 1941, 1958, 1959, 1961, 1962, 1984, 1988, 1990, 2019, 2021                                           |
| Ottawa Rough Riders                 | Ottawa            | 9       | 1925, 1926, 1940, 1951, 1960, 1968, 1969, 1973, 1976                                                             |
| Calgary Stampeders                  | Calgary           | 8       | 1948, 1971, 1992, 1998, 2001, 2008, 2014, 2018                                                                   |
| Hamilton Tiger-Cats                 | Hamilton          | 8       | 1953, 1957, 1963, 1965, 1967, 1972, 1986, 1999                                                                   |
| Montreal Alouettes                  | Montreal          | 8       | 1949, 1970, 1974, 1977, 2002, 2009, 2010, 2023                                                                   |
| BC Lions                            | Vancouver         | 6       | 1964, 1985, 1994, 2000, 2006, 2011                                                                               |
| Hamilton Tigers                     | Hamilton          | 5       | 1913, 1915, 1928, 1929, 1932                                                                                     |
| University of Toronto Varsity Blues | Toronto           | 4       | 1909, 1910, 1911, 1920                                                                                           |
| Saskatchewan Roughriders            | Regina            | 4       | 1966, 1989, 2007, 2013                                                                                           |
| Queen's University                  | Kingston, Ontario | 3       | 1922, 1923, 1924                                                                                                 |
| Toronto Balmy Beach                 | Toronto           | 2       | 1927, 1930 |
| Sarnia Imperials                    | Sarnia            | 2       | 1934, 1936 |
| Ottawa Redblacks                    | Ottawa            | 1       | 2016 |
| Baltimore Stallions                 | Baltimore         | 1       | 1995 |
| St. Hyacinthe-Donnacona Navy        | Montreal          | 1       | 1944 |
| Hamilton Flying Wildcats            | Hamilton          | 1       | 1943 |
| Toronto RCAF Hurricanes             | Toronto           | 1       | 1942 |
| Montreal AAA Winged Wheelers        | Montreal          | 1       | 1931 |
| Hamilton Alerts                     | Hamilton          | 1       | 1912 |

## Equipos extintos
- Véase también CFL USA.
| Equipo                             | Ciudad                 | Estadio                       | Años activo |
| ---------------------------------- | ---------------------- | ----------------------------- | ----------- |
| Baltimore Stallions                | Baltimore, Maryland    | Memorial Stadium              | 1994–1995   |
| Birmingham Barracudas              | Birmingham, Alabama    | Legion Field                  | 1995        |
| Las Vegas Posse                    | Las Vegas, Nevada      | Sam Boyd Stadium              | 1994        |
| Memphis Mad Dogs                   | Memphis, Tennessee     | Liberty Bowl Memorial Stadium | 1995        |
| Montreal Alouettes (1)             | Montreal, Quebec       | Autostade & Olympic Stadium   | 1946–1981   |
| Montreal Concordes / Alouettes (2) | Montreal, Quebec       | Autostade & Olympic Stadium   | 1982–1987   |
| Ottawa Rough Riders                | Ottawa, Ontario        | Frank Clair Stadium           | 1876–1996   |
| Ottawa Renegades                   | Ottawa, Ontario        | Frank Clair Stadium           | 2002–2005   |
| Sacramento Gold Miners             | Sacramento, California | Hornet Stadium                | 1993–1994   |
| San Antonio Texans (2)             | San Antonio, Texas     | Alamodome                     | 1995        |
| Shreveport Pirates                 | Shreveport, Luisiana   | Independence Stadium          | 1994–1995   |